# Фінал кубка Англії з футболу 1977
Фінал кубка Англії з футболу 1977 — 96-й фінал найстарішого футбольного кубка у світі. Учасниками фіналу були  «Ліверпуль» і «Манчестер Юнайтед».
Перемогу у фіналі святкував «Манчестер Юнайтед», який здобув свій четвертий титул володарів англійського футбольного Кубка.
Усі голи гри були забиті протягом п'ятихвилинки у дебюті другого тайму — на 51-й хвилині рахунок гри відкрив гравець МЮ Стюарт Пірсон, однак вже на 53-й хвилині Джиммі Кейс відновив рівновагу, яка, утім, протривала лише дві хвилини, оскільки вже на 55-й голом відзначився манчестерський гравець Джиммі Грінгофф, встановивши, як згодом з'ясувалося, остаточний рахунок гри 2:1.

## Шлях до фіналу
| «Ліверпуль»       | «Ліверпуль» | «Ліверпуль»                                                       | Раунд           | «Манчестер Юнайтед»    | «Манчестер Юнайтед» | «Манчестер Юнайтед»                     |
| ----------------- | ----------- | ----------------------------------------------------------------- | --------------- | ---------------------- | ------------------- | --------------------------------------- |
| Суперник          | Результат   | Матчі                                                             |                 | Суперник               | Результат           | Матчі                                   |
| «Крістал Пелес»   | 3:2         | 0:0 вдома, 3:2 на виїзді (перегравання)                           | Третій раунд    | «Волсолл»              | 1:0                 | 1:0 вдома                               |
| «Карлайл Юнайтед» | 3:0         | 3:0 вдома                                                         | Четвертий раунд | «Квінз Парк Рейнджерс» | 1:0                 | 1:0 вдома                               |
| «Олдем Атлетік»   | 3:1         | 3:1 вдома                                                         | П'ятий раунд    | «Саутгемптон»          | 4:3                 | 2:2 на виїзді, 2:1 вдома (перегравання) |
| «Мідлсбро»        | 2:0         | 2:0 вдома                                                         | Шостий раунд    | «Астон Вілла»          | 2:1                 | 2:1 вдома                               |
| «Евертон»         | 5:2         | 2:2 на нейтральному полі, 3:0 на нейтральному полі (перегравання) | 1/2 фіналу      | «Лідс Юнайтед»         | 2:1                 | 2:1 на нейтральному полі                |

## Матч
| 21 травня 1977 15:00 BST |

| «Ліверпуль» | 1:2      | «Манчестер Юнайтед»         |
| ----------- | -------- | --------------------------- |
| Кейс 53'    | Протокол | Пірсон 51' Дж. Грінгофф 55' |

| Вемблі, Лондон Глядачів: 99 252 Арбітр: Боб Меттьюсон |

| «Ліверпуль» | «Манчестер Юнайтед» |

|                  |    |                 |  |     |
|                  |    |                 |  |     |
| ВР               | 1  | Рей Клеменс     |  |     |
| ЗХ               | 2  | Філ Ніл         |  |     |
| ЗХ               | 3  | Джой Джонс      |  |     |
| ЗХ               | 4  | Томмі Сміт      |  |     |
| ПЗ               | 5  | Рей Кеннеді     |  |     |
| ЗХ               | 6  | Емлін Г'юз (к)  |  |     |
| НП               | 7  | Кевін Кіган     |  |     |
| ПЗ               | 8  | Джиммі Кейс     |  |     |
| ПЗ               | 9  | Стів Гайвей     |  |     |
| НП               | 10 | Девід Джонсон   |  | 64' |
| ПЗ               | 11 | Террі Макдермот |  |     |
| Заміна:          |    |                 |  |     |
| ПЗ               | 12 | Іан Каллаган    |  | 64' |
| Головний тренер: |    |                 |  |     |
| Боб Пейслі       |    |                 |  |     |

|                  |    |                  |  |     |
|                  |    |                  |  |     |
| ВР               | 1  | Алекс Степні     |  |     |
| ЗХ               | 2  | Джиммі Ніколл    |  |     |
| ЗХ               | 3  | Артур Олбістон   |  |     |
| ПЗ               | 4  | Семмі Макілрой   |  |     |
| ЗХ               | 5  | Браян Грінгофф   |  |     |
| ЗХ               | 6  | Мартін Бакен (к) |  |     |
| ПЗ               | 7  | Стів Коппелл     |  |     |
| ПЗ               | 8  | Джиммі Грінгофф  |  |     |
| НП               | 9  | Стюарт Пірсон    |  |     |
| НП               | 10 | Лу Макарі        |  |     |
| ПЗ               | 11 | Гордон Гілл      |  | 81' |
| Заміна:          |    |                  |  |     |
| ПЗ               | 12 | Девід Маккрірі   |  | 81' |
| Головний тренер: |    |                  |  |     |
| Томмі Дохерті    |    |                  |  |     |